# 禮部郎中
禮部郎中，禮部的属官。
- 隋唐五代宋禮部第一司礼部司的长官。唐朝武德三年（620年）改仪曹郎为礼部郎中，设一人，从五品上。掌管尚书省文翰，人称南宫舍人，短期擢升知制诰。龙朔二年（662年）改为司禮大夫。咸亨元年（670年），恢复禮部郎中的旧名。光宅元年（684年）改为春官郎中。神龙元年（705年），恢复禮部郎中的旧名。五代十国沿置。北宋禮部郎中为五品寄禄官，不管理禮部的事情。元丰改制後，为从六品职事官，协助尚书、侍郎参掌本部事务。
- 辽金元禮部的佐贰官。辽朝南面官有禮部郎中，掌管仪制，西夏也设禮部郎中。金朝设户部郎中一人、元朝设户部郎中二人，不分司，从五品。渤海国右六司礼部的属官禮部郎中，在礼部员外之上，礼部卿之下。
- 禮部各司郎中的统称。唐朝礼部礼部司、祠部司、膳部司、主客司四司的郎中，明清礼部仪制清吏司、祠祭清吏司、主客清吏司、精膳清吏司的郎中。明朝礼部属司长官，改为正五品，每司一员。清朝四司一共十一人，每司没有定额，满洲六人，蒙古一人，汉族四人，每司一员汉人。开始正三品，顺治十六年（1659年）改为正五品，后来改为四品，康熙九年（1670年）定为正五品。宣统三年（1911年），礼部改为典礼院，于是废除礼部郎中。